# Хадарцев, Руслан Сосланович
Русла́н Сосла́нович Хадарцев (род. 13 июля 1951) — советский и российский футбольный тренер.
Футболистом в командах мастеров провёл одну игру — 24 мая 1971 года в матче 10 тура первой лиги против «Жальгириса» (0:1) вышел на замену на 78-й минуте в составе «Спартака» Орджоникидзе.
В 1980—1981, 1989—1996 годах работал в команде тренером. В 10 последних матчах чемпионата 1991 года исполнял обязанности главного тренера. 